# Liste der Monuments historiques in Vanves
Die Liste der Monuments historiques in Vanves führt die Monuments historiques in der französischen Gemeinde Vanves auf.

## Liste der Bauwerke
| Bezeichnung    | Beschreibung | Standort                    | Kennzeichnung | Schutzstatus | Datum | Bild           |
| -------------- | ------------ | --------------------------- | ------------- | ------------ | ----- | -------------- |
| Kirche St-Rémy |              | Rue de la République (Lage) | PA00088158    | Inscrit      | 1928  | weitere Bilder |
| Lycée Michelet |              | Boulevard du Lycée (Lage)   | PA00088159    | Inscrit      | 1986  | weitere Bilder |

## Liste der Objekte
- Monuments historiques (Objekte) in Vanves in der Base Palissy des französischen Kultusministeriums